# Światowy ranking snookerowy 1979/1980
Światowy ranking snookerowy 1979/1980 – lista zawiera 28 zawodników najwyżej sklasyfikowanych w sezonie 1979/1980. Pierwsza szesnastka rankingu ma zapewniony udział w 1. rundzie wszystkich turniejów rankingowych. W każdym z turniejów rankingowych z numerem pierwszym będzie rozstawiany obrońca danego tytułu, z numerem drugim Mistrz świata 1979, Walijczyk Terry Griffiths, zaś kolejni zawodnicy według kolejności zajmowanej na poniższej liście.
| Poz. | Nazwisko        | Narodowość        |
| ---- | --------------- | ----------------- |
| 1    | Ray Reardon     | Walia             |
| 2    | Dennis Taylor   | Irlandia Północna |
| 3    | Eddie Charlton  | Australia         |
| 4    | John Spencer    | Anglia            |
| 5    | Cliff Thorburn  | Kanada            |
| 6    | Fred Davis      | Anglia            |
| 7    | Perrie Mans     | Południowa Afryka |
| 8    | Terry Griffiths | Walia             |
| 9    | Graham Miles    | Anglia            |
| 10   | John Virgo      | Anglia            |
| 11   | Alex Higgins    | Irlandia Północna |
| 12   | Bill Werbeniuk  | Kanada            |
| 13   | Doug Mountjoy   | Walia             |
| 14   | John Pulman     | Anglia            |
| 15   | David Taylor    | Anglia            |
| 16   | Patsy Fagan     | Irlandia          |
| 17   | Willie Thorne   | Anglia            |
| 18   | Steve Davis     | Anglia            |
| 19   | Kirk Stevens    | Kanada            |
| 20   | Pat Houlihan    | Anglia            |
| 21   | Rex Williams    | Anglia            |
| 22   | Jim Meadowcroft | Anglia            |
| 23   | John Dunning    | Anglia            |
| 24   | Warren Simpson  | Australia         |
| 25   | Ian Anderson    | Australia         |
| 26   | Marcus Owen     | Anglia            |
| 27   | Bernard Bennett | Anglia            |
| 28   | Paddy Morgan    | Australia         |